# Kruščica (Chorwacja)
Kruščica – wieś w Chorwacji, w żupanii licko-seńskiej, w mieście Gospić. W 2011 roku pozostawała niezamieszkana.